# Sven Rosendahl
Sven Viktor Rosendahl (7. dubna 1913, Stocksund – 8. září 1990, Stockholm) byl švédský spisovatel.
Hlavním tématem jeho psychologických románů je příroda a život v ní. První jeho díla jsou sice zpracována romantickým, až poněkud exaltovaným způsobem, v dalších však řeší obecně platné morální problémy, a to na základě líčení osudu postav, žijících v norrlandských a värmlandských horách a lesích na okraji lidské společnosti. V jeho pozdních prózách hraje též významnou roli ekologický prvek.
Rosendahl je též uznávaným autorem rozhlasových her.

## Dílo
- Räven från Krackeberget (1941, Liška z Krackebergetu), román,
- Fjäril (1945, Motýl), román,
- Gud Fader och tattaren (1951, Bůh Otec a cikán), román,
- Sommar i Svartböle (1952, Léto ve Svartböle), román,
- Varulven (1954, Vlkodlak), román,
- Lojägarna (1956, Lovci rysů),
- Den femtonde hövdingen (1964, Patnáctý náčelník), historický román ze 17. století o konfliktu švédského a laponského elementu na severu země, jeden z vrcholů autorovy tvorby.
- Lövhyddorna (1959, Chýše z listí), román, druhé autorovo vrcholné dílo, ve kterém je na základě vzpomínek devadesátiletého starce zachycen kus života v severním cípu Švédska.
- Jordens fägring 1978, Krása země), román,
- Det outtömliga (1983, Nevyprazdnitelno), román.

## Filmové adaptace
- Gud Fader och tattaren (1954), švédský film, režie Hampe Faustman.

## Česká vydání
- Chýše z listí, SNKLU, Praha 1964, přeložil Josef Vohryzek.